# لوئیس هاسا
لوئیس هاسا (انگلیسی: Luis Hasa؛ زادهٔ ۶ ژانویهٔ ۲۰۰۴) بازیکن فوتبال اهل ایتالیا است که در حال حاضر برای باشگاه فوتبال یوونتوس نکست جن بازی می‌کند. 
وی همچنین در تیم‌های ملی فوتبال زیر ۱۸ سال ایتالیا، زیر ۱۹ سال ایتالیا، زیر ۲۰ سال ایتالیا، و زیر ۲۱ سال ایتالیا بازی کرده است.

## زندگی شخصی
والدین وی، اهل آلبانی هستند.